# آقاجکندی
آقاجکندی یک روستا در ایران است که در ناحیه مالمیر واقع شده‌است. آقاجکندی ۱۸۸ نفر جمعیت دارد.